# L'Assomption de la Vierge (Panciatichi, Andrea del Sarto)
Pour les articles homonymes, voir Assomption (homonymie) et L'Assomption de la Vierge en art.
L'Assomption de la Vierge (dite, en italien, Assunta Panciatichi ) est une peinture à l'huile sur bois d'Andrea del Sarto, réalisée vers 1522, qui mesure 362 × 209 cm. Elle est conservée à la galerie Palatine du Palazzo Pitti à Florence.

## Histoire
Commissionné initialement par Bartolomeo Panciantichi pour l'autel d'une chapelle personnelle à l'église Notre-Dame-de-Confort de Lyon, le tableau est finalement réalisé à Florence par Andrea del Sarto qui en répétera la composition dans le tableau titré Assunta Passerini également conservé à la galerie Palatine. 

## Sujet iconographique
L'Assomption de Marie (sa montée au ciel avec son corps après sa mort) est un thème de l'iconographie chrétienne permettant de confronter un même événement en deux registres superposés : en bas le terrestre d'où vient la cause de l'événement (ici la disparition du corps de la Vierge vue par son tombeau ouvert), et dans le haut, le registre céleste avec sa présence dans les cieux entourée de figures angéliques.
Les témoins de la scène du registre inférieur sont les apôtres, au nombre de onze, entourant le sarcophage ouvert, certains constatant l'absence du corps de la Vierge dans celui-ci, les autres levant les yeux constatant sa présence dans le ciel.
Le Christ qui a provoqué l'assomption de sa mère à la demande des apôtres transportés miraculeusement autour du tombeau, est  visible près de celui-ci vêtu de rouge, selon les récits apocryphes. 

## Description
La transition entre les registres terrestre et céleste s'opère ici par la présence d'un bloc rocheux s'élevant et se perdant dans la nuée.
La Vierge porte également le regard vers le haut d'où vient une lumière divine.
L'apôtre à genoux figurant au milieu de la scène a le regard tourné vers le spectateur et c'est probablement un autoportrait du peintre.